# اوپسیلون شاه‌تخته
اپسیلون شاه‌تخته یک ستاره دوتایی در صورت فلکی شاه تخته است.
فاصلهٔ این ستاره و زمین حدود ۱۶۲۳ سال نوری یا حدود ۵۰۰ پارسک است.